# 林文夫
林文夫（日语：／ Hayashi Fumio ?，1952年4月18日—），日本經濟學家，美國文理科學院外籍榮譽院士，經濟計量學會終身特別會員。現任政策研究大學院大學教授。

## 榮譽
- 1993年 円城寺次郎（日语：円城寺次郎）經濟論文獎
- 1995年 中原獎（日语：中原賞）
- 1998年 第41回日經・經濟圖書文化獎（日语：日経・経済図書文化賞）
- 2001年 日本學士院獎・恩賜獎

## 外部連結
- 林文夫的個人網站 （页面存档备份，存于）